# Лорел (Флорида)
Лорел (енгл. Laurel) насељено је место без административног статуса у америчкој савезној држави Флорида.

## Демографија
По попису из 2010. године број становника је 8.171, што је 222 (-2,6%) становника мање него 2000. године.
| Група             | 2000.         | 2010.         |
| Белци             | 7.957 (94,8%) | 7.586 (92,8%) |
| Афроамериканци    | 165 (2,0%)    | 177 (2,2%)    |
| Азијати           | 64 (0,8%)     | 88 (1,1%)     |
| Хиспаноамериканци | 108 (1,3%)    | 195 (2,4%)    |
| Укупно            | 8.393         | 8.171         |